# Yuka Miyazaki
Yuka Miyazaki (jap. 宮﨑 有香, Miyazaki Yuka; * 13. Oktober 1983 in Iga) ist eine ehemalige japanische Fußballspielerin.

## Karriere

### Verein
Sie begann ihre Karriere bei Iga FC Kunoichi, wo sie von 1999 bis 2005 spielte. 2006 folgte dann der Wechsel zu TEPCO Mareeze. Danach spielte er bei Okayama Yunogo Belle.

### Nationalmannschaft
Miyazaki absolvierte ihr erstes Länderspiel für die japanischen Nationalmannschaft am 5. August 1986 gegen China. Sie wurde in den Kader der Weltmeisterschaft der Frauen 2003 berufen. Insgesamt bestritt sie 18 Länderspiele für Japan.

## Errungene Titel

### Mit Vereinen
- Nihon Joshi Soccer League: 1999

### Persönliche Auszeichnungen
- Nihon Joshi Soccer League Best XI: 2002